# Александро-Невский собор (Пружаны)
Собор во имя Святого благоверного Князя Александра Невского (бел. Сабор у імя дабравернага вялікага князя Аляксандра Не́ўскага) — православный собор в городе Пружаны Брестской области. Освящён 22 октября (3 ноября) 1866. Принадлежит Брестской и Кобринской епархии.
В храме находится Пружанская (Плачущая) икона Божьей Матери, считающаяся чудодейственной, и мощи Александра Невского.

## Строительство
В связи с событиями польского восстания 1863 года власти Российской империи отводили большую роль в дальнейшей русификации страны православной церкви. На поддержку этих усилий была направлена десятая часть от стоимости всего конфискованного имущества участников восстания. Во всех губернских и уездных городах были созданы комитеты по строительству православных церквей. В Пружанах он был организован в 1865 году под началом главы города и уезда капитана Эллиса.
Решено было строить церковь в честь небесного защитника России святого Александра Невского в благодарность российскому императору Александру II за отмену крепостного права и барщины. Проект создал гродненский губернский архитектор Михайловский, который пользовался альбомом проектов Синода . В 1864 году первый кирпич в фундамент храма положил в день святых Петра и Павла брестский епископ, викарий Литовской епархии Игнатий (Железовский).
Кирпич на строительство поступало бесплатно с изъятого у Валентия Швыковского кирпичного завода в Палянове, а также с недостроенного костёла. Средства на стройку собирались по всей Российской империи, а каждый крестьянский двор Пружанского уезда должен был сдать на построение по 50 копеек и на один день выделить на помощь мужчину.
Иконостас был создан лучшими мастерами Петербурга Козеровым и Сребряковым согласно проекту архитектора Сычева. Он также разработал эских боковых киотов. Иконы для него были написаны в петербургском Воскресенском Новодевичьем монастыре.
Колокола для собора были привезены с завода петербургского купца Пикиева, ризницы, посуда, книги и другое церковную утварь пожалован московским купечеством.
Открытие храма было запланировано на сентябрь 1866 ко дню памяти Александра Невского, однако непредвиденные обстоятельства заставили перенести торжество на месяц: во время транспортировки был поврежден иконостас, сделанный в Петербурге, и через щели в него попала вода, поэтому его пришлось заново склеивать и покрывать позолотой.
22 октября (3 ноября) 1866 епископ брестский Игнатий (Железовский) освятил храм.

## Деятельность

### История
Пружанский Александро-Невский собор действовал непрерывно на протяжении всей своей истории. Первым настоятелем собора стал протоиерей Андрей Червяковский, за ним — митрофорный протоиерей Николай Жукович.
В 1891 году собор получил в подарок от городской думы икону со святыми, одноимёнными членам царской семьи.
9 апреля 1934 года с иконой Богоматери у Голгофы начали течь слезы. С тех пор ежегодно 9 апреля и в Светлую пятницу верующие отмечают праздник считающейся чудодейственной «Пружанской Голгофы»(или"Пружанская (Плачущая) иконы Божьей Матери").
Кроме этого, сюда перенесена «Несгораемая икона Божьей Матери», уцелевшая во время пожаров в Пречистенской церкви и попавшая в Александро-Невский собор после разрушения прежнего храма. Другими почитаемыми реликвиями собора являются иконы XVII—XIX веков: Божией Матери «Владимирская» и «Иверская Городнянская», «Успение Богородицы», «Архангел Михаил», «Введение во храм Богородицы», «Георгий Победоносец», а также напрестольный крест с эмалями.
После Великой Отечественной войны был разработан план застройки Пружан, согласно которому непосредственно у собора планировалось возведение пятиэтажного жилого дома. В этом случае верующие были бы лишены церковного кладбища, а храм был бы укрыт постройкой. Препятствование верующих строительству длилось месяц: на колокольне собора дежурила прихожанка Мария Мардан, которая начинала звонить, едва завидев приближение строительной техники. На призыв со всех концов города сходились люди, не давая начать работы и даже подставляясь под ковш экскаватора. В конце концов, площадку строительства перенесли за пределы церковного двора.
В 1990-е жизнь прихода активизировалась, была произведена масштабная реставрация церкви, построена воскресная школа, установлен новый чугунный забор.
С января 2006 года в соборе находится часть мощей благоверного князя Александра Невского.

### Современная деятельность
Собор имеет два придела: левый — во имя иконы Божией Матери «Живоносный источник» (освящён 30 августа 1934 года), правый — во имя святого Александра Невского и Богослужения проводятся в пятницы, воскресенья и праздничные дни . Действует воскресная школа, проводятся катехитические беседы со взрослыми, образовано православное сестричество во «Плачущей иконы Божьей Матери».

### Настоятели
- Андрей Червяковский[1]
- Николай Жукович[1]
- Флавиан (Феодop Дмитриюк)[1]
- Николай Воскресенский
- Владимир Пилинкевич[5]
- Иосиф Морозов[5]
- Антоний Белявец[5]
- Иосиф Балюк (до 2007 года)[1]
- Михаил Носко (c 2007 года)[1]

С 1923 по 1925 годы регентом хора собора был Григорий Ширма. В честь него названа улица, на которой располагается собор.

## Архитектура
Памятник архитектуры позднего классицизма с элементами русского стиля.
Построен в центре Пружан на возвышенном месте. Имеет форму корабля, в плане прямоугольный, представляет собой трёхнефную базилику, покрытую двухскатной крышей. Алтарная часть высотой 14 м 60 см с полуовальной трехъярусной апсидой, второй и третий ярусы решены как ротонда. Верхний ярус — световой барабан с круглыми окнами и куполом.
Стены опоясаны широким упрощённым антаблементом и раскрепованы пилястрами. Высокие арочные оконные и дверные проёмы обрамлены килевидными плинтусами. Входы в здание с трёх сторон подчёркнуты фронтонами.
Зал разделён шестью квадратными в плане столбами на три нефа. Центральный неф перекрыт цилиндрическим сводом и продлён полукруглой апсидой с иконостасом, спроектированным в 1880 году архитектором Золотарёвым. Боковые нефы перекрыты крестовыми сводами.
Колокольня имеет девять колоколов, отлитых на заводе петербургского купца Пикиева, завершается куполом с навершникам. В XXI веке храм являлся высотной доминантой старой части города.